# Тенге (Иран)
Тенге (перс. تنگه‎) — село на севере Ирана, в остане Тегеран. Входит в состав шахрестана Демавенд. Является частью дехестана (сельского округа) Джемабруд бахша Меркези.

## География
Село находится в восточной части остана, к югу от автодороги 79, на расстоянии приблизительно 20 километров (по прямой) к югу от города Демавенд, административного центра шахрестана. Абсолютная высота — 1592 метра над уровнем моря.

## Население
По данным переписи 2006 года население села составляло 153 человека (81 мужчина и 72 женщины). В Тенге насчитывалось 36 домохозяйств. Уровень грамотности населения составлял 66 %. Уровень грамотности среди мужчин составлял 70,4 %, среди женщин — 61,1 %.
В 2016 году в селе имелось 26 домохозяйств и проживал 71 человек (37 мужчин и 34 женщины).
Среди жителей распространён диалект демавенди мазандеранского языка.